# Charles Revson
Charles Revson (11 de octubre de 1906  – 24 de octubre de 1975) fue un empresario y filántropo estadounidense. Conocido principalmente como pionero de la industria cosmética, creó y dirigió la empresa multinacional Revlon durante cinco décadas.

## Biografía
Charles Revson nació en Somerville (Massachusetts), hijo de una familia proveniente de Canadá, aunque se crio en Mánchester (Nuevo Hampshire). Su padre, Samuel Revson, nació en Lituania, de herencia judía; su madre, Jeanette Weiss Revson, también judía, nació bajo el Imperio austrohúngaro. Ambos emigraron a Boston a fines del siglo XIX, donde tuvieron otros ocho hijos. Jeanette murió de neumonía en la década de 1920. La huella de la rama Weiss sería muy importante en la formación de Charles Revson. Sus abuelos Saul J. y Mary Ella Greenberg Weiss influyeron en muchos de sus descendientes para perseguir el éxito, incidiendo en facultades como el perfeccionismo y el detallismo, incluso en la estética.